# Episodi di Teen Titans Go! (serie animata) (nona stagione)
La nona stagione della serie animata Teen Titans Go! è stata trasmessa negli Stati Uniti, da Cartoon Network, dal 1º marzo 2025. In Italia viene trasmessa dal 7 aprile 2025 su Cartoon Network.
| nº | Titolo originale                   | Titolo italiano          | Prima TV USA   | Prima TV Italia |  |
| -- | ---------------------------------- | ------------------------ | -------------- | --------------- |  |
| 1  | Stickiest Situation                | Lo stivale perduto       | 1º marzo 2025  | 7 aprile 2025   |  |
| 2  | O.S.H.A.                           | L'O.S.H.A                | 1º marzo 2025  | 8 aprile 2025   |  |
| 3  | Teen? Titans                       | Finti teenager           | 8 marzo 2025   | 9 aprile 2025   |  |
| 4  | Moonlighting                       | Secondi lavori           | 15 marzo 2025  | 10 aprile 2025  |  |
| 5  | Freak Show                         | Il covo di Control Freak | 22 marzo 2025  | 11 aprile 2025  |  |
| 6  | Diner Means Breakfast              | Il piatto giusto         | 29 marzo 2025  | 14 aprile 2025  |  |
| 7  | High Five                          | La vasca idromassaggio   | 5 aprile 2025  | 15 aprile 2025  |  |
| 8  | Teen Titans and the Easter Factory | La fabbrica di pasqua    | 12 aprile 2025 | 16 aprile 2025  |  |
| 9  | Passive Income                     | Beni immobili            | 19 aprile 2025 | 17 aprile 2025  |  |
| 10 | Winged Warriors                    | I guerrieri alati        | 26 aprile 2025 | 18 aprile 2025  |  |
| 11 | Closed Circuit                     | Circuito chiuso          | 3 maggio 2025  | 18 aprile 2025  |  |
| 12 | Best Mom Ever                      | Gara tra mamme           | 10 maggio 2025 | 30 aprile 2025  |  |
| 13 | DC Comic Book Club                 | Club dei fumetti DC      | 17 maggio 2025 |                 |  |
| 14 | Favorite Animated Show Nominee     | Un premio prestigioso    | 21 giugno 2025 |                 |  |
| 15 | Them Jaws                          |                          | 19 luglio 2025 |                 |  |
| 16 | Pool Shark                         |                          | 19 luglio 2025 |                 |  |
| 17 | Shark Tank                         |                          | 19 luglio 2025 |                 |  |
| 18 | Lakeside Story                     |                          | 19 luglio 2025 |                 |  |
| 19 | Megalodon Jackson                  |                          | 19 luglio 2025 |                 |  |
| 20 | DC Leader Swap                     | Un nuovo capo            | 30 agosto 2025 |                 |  |
| 21 | Shhh                               | Silenzio                 | 30 agosto 2025 |                 |  |
| 22 | Crime Alert                        | Allerta crimine          |                |                 |  |
| 23 | Mani-Pedi                          | Il salone di bellezza    |                |                 |  |